# 移通创建
深圳市移通创建科技有限公司是一家从事手机支付的公司，公司成立于2006年，于2010年成为中国金融标准化推进联盟（简称CFSPU）的创始成员单位，其产品掌中付提供一个支付通道给用户，最后通过银联进行结算。
移通创建的产品应用于各个行业，如：手机购物、有线电视付费、APP应用商店、视频付费等。